# کریس دیکنز
کریس دیکنز (انگلیسی: Chris Dickens) یک تدوین‌گر اهل بریتانیا است. وی در سال ۱۹۹۰ از دانشگاه بورنموث فارغ‌التحصیل شده است

## جوایز
- جایزه اسکار بهترین تدوین فیلم (۲۰۰۸)
- جایزه بفتا بهترین تدوین فیلم (۲۰۰۸)
- نامزد جایزه ستلایت بهترین تدوین فیلم (۲۰۱۲)
- نامزد جایزه ستلایت بهترین تدوین فیلم (۲۰۰۸)

## بخشی از فیلم‌شناسی
- پل (۲۰۰۱)
- شان می‌میرد (۲۰۰۴)
- پلیس خفن (۲۰۰۷)
- میلیونر زاغه‌نشین (۲۰۰۸)
- بی‌نوایان (۲۰۱۲)
- مکبث (۲۰۱۵)
- نابغه (۲۰۱۶)